# Brickleberry/Episodenliste
Diese Episodenliste enthält alle Episoden der US-amerikanischen Zeichentrickserie Brickleberry, sortiert nach der US-amerikanischen Erstausstrahlung. Die Fernsehserie umfasst drei Staffeln mit 36 Episoden.

## Übersicht
| Staffel | Episodenanzahl | Erstausstrahlung USA | Erstausstrahlung USA | Deutschsprachige Erstausstrahlung | Deutschsprachige Erstausstrahlung |
| Staffel | Episodenanzahl | Staffelpremiere      | Staffelfinale        | Staffelpremiere                   | Staffelfinale                     |
| ------- | -------------- | -------------------- | -------------------- | --------------------------------- | --------------------------------- |
| 1       | 10             | 25. September 2012   | 4. Dezember 2012     | 6. Februar 2014                   | 6. März 2014                      |
| 2       | 13             | 3. September 2013    | 26. November 2013    | 17. Juli 2014                     | 21. August 2014                   |
| 3       | 13             | 16. September 2014   | 14. April 2015       | 20. April 2016                    | 25. Mai 2016                      |

## Staffel 1
Die Erstausstrahlung der zehn Episoden umfassenden ersten Staffel war vom 25. September 2012 bis 4. Dezember 2012 auf dem US-amerikanischen Kabelsender Comedy Central zu sehen. Die deutschsprachige Erstausstrahlung sendete der deutsche Pay-TV-Sender ProSieben Fun vom 6. Februar bis zum 6. März 2014.
| Nr. (ges.) | Nr. (St.) | Deutscher Titel            | Originaltitel           | Erstausstrahlung USA | Deutschsprachige Erstausstrahlung (D) | Regie              | Drehbuch                      |
| ---------- | --------- | -------------------------- | ----------------------- | -------------------- | ------------------------------------- | ------------------ | ----------------------------- |
| 1          | 1         | Willkommen in Brickleberry | Welcome to Brickleberry | 25. Sep. 2012        | 6. Feb. 2014                          | Carl Faruolo       | Roger Black & Waco O'Guin     |
| 2          | 2         | Die Todesnachricht         | Two Weeks Notice        | 2. Okt. 2012         | 6. Feb. 2014                          | Brian LoSchiavo    | Rocky Russo & Jeremy Sosenko  |
| 3          | 3         | Für eine Handvoll Hoden    | Saved by the Balls      | 9. Okt. 2012         | 13. Feb. 2014                         | Brian LoSchiavo    | Rocky Russo & Jeremy Sosenko  |
| 4          | 4         | Kanhörnchen                | Squabbits               | 16. Okt. 2012        | 13. Feb. 2014                         | Mike Hollingsworth | Roger Black & Waco O'Guin     |
| 5          | 5         | Black Steve                | Race Off!               | 23. Okt. 2012        | 20. Feb. 2014                         | Carl Faruolo       | Michael Jamin & Sivert Glarum |
| 6          | 6         | Die Schwulenbombe          | Gay Bomb                | 30. Okt. 2012        | 20. Feb. 2014                         | Mike Hollingsworth | Roger Black & Waco O'Guin     |
| 7          | 7         | Hallo Dottie / Outsourcing | Hello Dottie            | 13. Nov. 2012        | 27. Feb. 2014                         | Chris Song         | Deepak Sethi                  |
| 8          | 8         | Steve die Glatze           | Steve's Bald            | 20. Nov. 2012        | 27. Feb. 2014                         | Zac Moncrief       | Michael Jamin & Sivert Glarum |
| 9          | 9         | Steves Vater               | Daddy Issues            | 27. Nov. 2012        | 6. März 2014                          | Zac Moncrief       | Michael Jamin & Sivert Glarum |
| 10         | 10        | Regelfreie Zone            | The Dam Show            | 4. Dez. 2012         | 6. März 2014                          | Chris Song         | Michael Jamin & Sivert Glarum |

## Staffel 2
Die Erstausstrahlung der dreizehn Episoden umfassenden zweiten Staffel war vom 3. September 2013 bis 26. November 2013 auf dem US-amerikanischen Kabelsender Comedy Central zu sehen. Die deutschsprachige Erstausstrahlung sendete der deutsche Pay-TV-Sender ProSieben Fun vom 17. Juli bis zum 21. August 2014.
| Nr. (ges.) | Nr. (St.) | Deutscher Titel                    | Originaltitel           | Erstausstrahlung USA | Deutschsprachige Erstausstrahlung (D) | Regie            | Drehbuch                     |
| ---------- | --------- | ---------------------------------- | ----------------------- | -------------------- | ------------------------------------- | ---------------- | ---------------------------- |
| 11         | 1         | Der Wundersee                      | Miracle Lake            | 3. Sep. 2013         | 17. Juli 2014                         | Brian LoSchiavo  | Roger Black & Waco O'Guin    |
| 12         | 2         | Das Comeback                       | The Comeback            | 10. Sep. 2013        | 17. Juli 2014                         | Zac Moncrief     | Rocky Russo & Jeremy Sosenko |
| 13         | 3         | Woodys neue Freundin               | Woody's Girl            | 17. Sep. 2013        | 17. Juli 2014                         | Ira Sherak       | Roger Black & Waco O'Guin    |
| 14         | 4         | Park des Jahres                    | Trailer Park            | 24. Sep. 2013        | 24. Juli 2014                         | Brian LoSchiavo  | Michael Rowe                 |
| 15         | 5         | Krüppelberry                       | Crippleberry            | 1. Okt. 2013         | 24. Juli 2014                         | Sueng Cha        | Michael Rowe                 |
| 16         | 6         | Die Ranger Games                   | Ranger Games            | 8. Okt. 2013         | 31. Juli 2014                         | Sueng Cha        | Eric Rogers                  |
| 17         | 7         | Highway-Idylle                     | My Way or the Highway   | 15. Okt. 2013        | 31. Juli 2014                         | Susie Dietter    | Rocky Russo & Jeremy Sosenko |
| 18         | 8         | Lügen haben Brüste                 | Little Boy Malloy       | 22. Okt. 2013        | 7. Aug. 2014                          | Brian LoSchiavo  | Michael Rowe                 |
| 19         | 9         | Das Reich der Tiere schlägt zurück | The Animals Strike Back | 29. Okt. 2013        | 7. Aug. 2014                          | Paul Lee         | Rocky Russo & Jeremy Sosenko |
| 20         | 10        | Malloy und die Ghetto-Gangster     | Scared Straight         | 5. Nov. 2013         | 14. Aug. 2014                         | Ira Sherak       | Greg White                   |
| 21         | 11        | Die Marslandung                    | Trip to Mars            | 12. Nov. 2013        | 14. Aug. 2014                         | Sueng Cha        | Josh Weinstein               |
| 22         | 12        | Flamey, der Bär                    | My Favorite Bear        | 19. Nov. 2013        | 21. Aug. 2014                         | Spencer Laudiero | Kevin Jakubowski             |
| 23         | 13        | Connies Baby                       | Aparkalypse             | 26. Nov. 2013        | 21. Aug. 2014                         | Brian LoSchiavo  | Lew Morton                   |

## Staffel 3
Die Erstausstrahlung der ersten zehn Episoden der dritten Staffel war vom 16. September 2014 bis 18. November 2014 auf dem US-amerikanischen Kabelsender Comedy Central zu sehen. Die letzten drei Episoden der Serie wurden vom 31. März 2015 bis zum 14. April 2015 auf demselben Sender ausgestrahlt. Die deutschsprachige Erstausstrahlung wird vom deutschen Pay-TV-Sender ProSieben Fun seit dem 20. April 2016 gesendet.
| Nr. (ges.) | Nr. (St.) | Deutscher Titel                        | Originaltitel            | Erstausstrahlung USA | Deutschsprachige Erstausstrahlung (D) | Regie                           | Drehbuch                      |
| ---------- | --------- | -------------------------------------- | ------------------------ | -------------------- | ------------------------------------- | ------------------------------- | ----------------------------- |
| 24         | 1         | Der Präsident kommt                    | Obamascare               | 16. Sep. 2014        | 20. Apr. 2016                         | Ira Sherak                      | Roger Black & Waco O'Guin     |
| 25         | 2         | Willkommen im Club                     | In Da Club               | 23. Sep. 2014        | 20. Apr. 2016                         | Spencer Laudiero                | Lisa Parsons                  |
| 26         | 3         | Miss National Park                     | Miss National Park       | 30. Sep. 2014        | 27. Apr. 2016                         | Bert Ring                       | Christopher Vane              |
| 27         | 4         | Denzel wird Woodys Vater               | That Brother's My Father | 7. Okt. 2014         | 27. Apr. 2016                         | Ashley J. Long                  | Rocky Russo & Jeremy Sosenko  |
| 28         | 5         | Lass krachen, Cowboy                   | Write Em' Cowboy         | 14. Okt. 2014        | 4. Mai 2016                           | Matthew Long                    | Eric Goldberg & Peter Tibbals |
| 29         | 6         | Alte Wunden                            | Old Wounds               | 21. Okt. 2014        | 4. Mai 2016                           | Ira Sherak                      | Roger Black & Waco O'Guin     |
| 30         | 7         | Schwangere Männer und sprechende Bären | Baby Daddy               | 28. Okt. 2014        | 11. Mai 2016                          | Spencer Laudiero                | Josh Lehrman & Kyle Stegina   |
| 31         | 8         | Steve, der tapfere Pilot               | Steve the Fearless Pilot | 4. Nov. 2014         | 11. Mai 2016                          | Ashley J. Long                  | Christopher Vane              |
| 32         | 9         | Aussterben oder nicht                  | High Stakes              | 11. Nov. 2014        | 18. Mai 2016                          | Bert Ring                       | Eric Goldberg & Peter Tibbals |
| 33         | 10        | Alle lieben Amber                      | Amber Alert              | 18. Nov. 2014        | 18. Mai 2016                          | Matthew Long                    | Rocky Russo & Jeremy Sosenko  |
| 34         | 11        | Heilige Hämorride!                     | Cops and Bottoms         | 31. März 2015        | 26. Mai 2016                          | Ira Sherak                      | Roger Black & Waco O'Guin     |
| 35         | 12        | Camp Brickleberry                      | Campin' Ain't Easy       | 7. Apr. 2015         | 26. Mai 2016                          | Spencer Laudiero & Matthew Long | Evan Shames                   |
| 36         | 13        | Kühe aus dem Weltall                   | Global Warning           | 14. Apr. 2015        | 26. Mai 2016                          | Ashley J. Long                  | Roger Black & Waco O'Guin     |